# Ana Karina Casanova
Ana Karina Casanova Santibáñez (Caracas; 8 de marzo de 1975), más conocida como Ana Karina Casanova es una actriz y modelo  venezolana.

## Historia
Ana Karina Casanova viene de una familia de madre chilena y padre venezolano de profesión médico donde el amor y la comprensión nunca le faltaron. La admiración que sentía hacia su padre hizo que ingresara en la Facultad de Medicina, donde estuvo formándose como médico durante dos años; pero el destino quiso que viajara a Miami y participase por accidente en un destacado concurso de modelaje, donde resultó ganadora. Eso le abrió las puertas al mundo del espectáculo, y así fue como reconoció su verdadera vocación. Después tuvo la oportunidad de realizar de la mano de Alberto Arbelo Una vida y dos mandados, película que estuvo prenominada para los Premios Óscar luego incursionó al campo de la televisión con su participación como protagonista juvenil en la novela La llaman Mariamor.
También participó en el "Miss Venezuela 1997" su experiencia fue maravillosa y le permitió entrar a Venevisión, donde ha realizado infinidad de proyectos dramáticos como Cuando hay pasión, "Hechizo de amor, Amor del bueno, El amor las vuelve locas, entre otras. Fuera de nuestras fronteras esta maravillosa actriz ha dejado el nombre de Venezuela muy en alto, con su destacada participación en las novelas Gata salvaje, Rebeca , "Secreto de Amor"  las cuales grabó en Estados Unidos, también ha realizado novelas en Chile, Colombia... películas en Ecuador, República Dominicana, etc ha participado en programas puertorriqueños y en obras de teatro. Todo esto le permitió desarrollarse aún más en el campo del entretenimiento y lograr su mayor orgullo, estar en el corazón del televidente, ser querida y reconocida por ellos.

## Filmografía
| Año       | Título                     | Personaje                          |
| --------- | -------------------------- | ---------------------------------- |
| 2015      | Guerreras y Centauros      | María Martha Guerrero              |
| 2009      | Las detectivas y el Víctor | Valeria Franco                     |
| 2009      | Los misterios del amor     | Mercedes                           |
| 2008      | La Trepadora               | Florencia Zapata                   |
| 2007-2008 | El gato tuerto             | Andrea Gutiérrez "La Gata"         |
| 2007      | Vivir con 10               | Marisela Carranza                  |
| 2004      | Amor del bueno             | Sandra del Valle                   |
| 2003      | Rebeca                     | Verónica Zaldivar ⸸ Villana        |
| 2002-2003 | Gata salvaje               | Luisana Montero Arismendi / Sirena |
| 2001-2002 | Secreto de amor            | Érika                              |
| 2001      | Más que amor, frenesí      | Carmela Crespo                     |
| 2000      | Hechizo de amor            | Mariana Antúnez                    |
| 1999      | Cuando hay pasión          | Marisela Malavé                    |
| 1998      | Jugando a ganar            | Cindy                              |
| 1996-1997 | La llaman Mariamor         | Ariana Marturano                   |

| Año  | Título                  | Personaje          |
| ---- | ----------------------- | ------------------ |
| 2022 | Camino a la libertad    | Anunzziata Bofanti |
| 2006 | Un macho de mujer       | Laura              |
| 2006 | El milagro de Coromoto  | Matilde Montenegro |
| 1999 | Muchacho Solitario      | Isabelita          |
| 1997 | Una vida y dos mandados |                    |

| Año  | Título              | Rol/Personaje             |
| ---- | ------------------- | ------------------------- |
| 1997 | Miss Venezuela 1997 | Candidata (Miss Amazonas) |